# Michael Hegstrand
Michael James Hegstrand, besser bekannt als Road Warrior Hawk (* 26. Januar 1957 in Minneapolis, Minnesota; † 19. Oktober 2003 in Indian Rocks Beach, Florida) war ein US-amerikanischer Wrestler. Er wurde als eine Hälfte des sehr erfolgreichen Tag Teams The Road Warriors bzw. Legion of Doom bekannt.

## Leben

### Anfänge
Hegstrand, ein Sohn deutscher Einwanderer, wuchs in Minneapolis auf, wo er 1976 die High School abschloss. Er betrieb Kraftdreikampf und Bodybuilding, und so hatte er seine ersten Jobs als Rausschmeißer in diversen Clubs. In einem von diesen wurde Hegstrand von dem Wrestlingtrainer Eddie Sharkey entdeckt. Aber auch die dort mit ihm arbeitenden Angestellten Joseph Laurinaitis, Richard Rood und Barry Darsow sollten zum Wrestling kommen und daher wurden alle vier von Sharkey trainiert.

### The Road Warriors
Der Wrestler Paul Ellering stellte in der Organisation Georgia Championship Wrestling eine neue Heel-Gruppierung namens Legion of Doom zusammen. Man bildete aus Laurinaitis und Hegstrand ein Tag Team und gab ihnen die Ringnamen Animal und Hawk. Sie wurden nach dem Vorbild des Filmes Mad Max II – Der Vollstrecker umgestylt und traten als gnadenlose Krieger auf.
Das Team wurde ein großer Erfolg und schon bald traten sie in mehreren großen Organisation, wie der AWA und der NWA an. 1988 waren sie in eine Fehde mit den Powers of Pain verwickelt, die die ersten stiltechnischen Nachahmer der Road Warriors darstellten, wie auch das inzwischen in der WWF aufgetauchte Team Demolition.
1990 kamen Hegstrand und Laurinaitis zur WWF und nannten sich ab sofort The Legion of Doom. Sie wurden in eine Fehde mit Demolition verstrickt – das Team, in dem sich ihr alter Trainingspartner Barry Darsow als Smash befand. Die Fehde konnte die hohen Erwartungen allerdings nicht ganz erfüllen, da der originale Demolition Ax aus gesundheitlichen Gründen durch Crush ersetzt werden musste. Am 26. August 1991 erhielten sie den WWF Tag Team Titel nach einem Sieg gegen die Nasty Boys und hielten diesen bis zum 7. Februar 1992, als Money Inc. neue Champions wurden. Nach dem Titelverlust pausierten sie kurz und kehrten dann mit Paul Ellering als Manager wieder zurück. Allerdings bekam dieser nun das Gimmick mit einer hölzernen Handpuppe namens „Rocco“ reden zu müssen. Hegstrand missfiel dies so sehr, dass er kündigte und Laurinaitis somit zum ersten Mal allein ließ. Eine folgende Rückenverletzung von Letzterem drohte nun das Ende des Teams an.
Hegstrand trat nun alleine in Europa und Japan an, aber als Einzelwrestler wurde er, trotz Gewinn des CWA Heavyweight Titels, von den Fans weniger akzeptiert. Er ging schließlich zu New Japan Pro-Wrestling und bekam in Kensuke Sasaki einen neuen Partner. Das Team nannte sich The Hellraisers, gewann den IWGP Tag Team Titel und dominierte die Tag-Team-Szene der Liga.
Danach ging er 1993 als Einzelwrestler zur WCW, wo er 1995 nach einer Pause schließlich wieder mit Laurinaitis als Teil der Road Warriors zurückkehrte und sofort um den Tag Team Titel antrat. Durch die Storyline um die New World Order jedoch, kam es nicht mehr zum Titelgewinn und die beiden gingen zur WWF zurück.
In der WWF wurden sie zunächst an der Seite von Steve Austin in dessen Fehde gegen Bret Hart hineingezogen. Am 7. Oktober 1997 gewannen sie erneut die WWF Tag Team Titel, verloren sie aber bereits am 24. November wieder an das neue Team New Age Outlaws. Um ihren Stil aufzufrischen, wurde ihnen die Managerin Sunny zur Seite gestellt und man nannte das Team nun L.O.D. 2000. Sunny verließ das Team jedoch schon bald wieder.
Die sogenannte Attitude Ära der WWF war bekannt für zum Teil überzogene und die Geschmacksgrenzen überschreitende Storylines. So auch für die L.O.D.: Man thematisierte Hegstrands reales Alkoholproblem vor der Kamera, als dieser vorgeben musste betrunken zu sein und durch einen Ersatzwrestler namens Puke in der L.O.D. ersetzt wurde. Puke wurde von Darren Drozdov verkörpert und stellte sich am Ende der Storyline als Verursacher von Hegstrands Alkoholproblem heraus. Hegstrands reale Probleme jedoch nahmen tatsächlich zu und 2001 wurde ihm zusätzlich eine Herzkrankheit diagnostiziert, welche ihn zu einer Pause zwang.
2002 und Anfang 2003 machten die Road Warriors einige Gastauftritte bei TNA, bestritten aber nur ein wirkliches Match. Ebenfalls 2003 trat er der Kirche der Wiedergeborenen Christen bei und erschien bei einigen derer Veranstaltungen.
Am 12. Mai 2003 kehrten die Road Warriors überraschend bei RAW zurück und bestritten gleich ein Titelmatch gegen Kane & Rob Van Dam. Obwohl sie unterlagen, schien ein Comeback möglich, welches jedoch durch Hegstrands Tod verhindert wurde.
2011 wurden sie in die WWE Hall of Fame aufgenommen.

### Tod
Hegstrand starb am Morgen des 19. Oktober 2003 in seinem Haus in Indian Rocks Beach (Florida) an einem Herzinfarkt.

## Erfolge
- World Wrestling Entertainment

- 2× World Tag Team Champion (mit Animal)
- WWE Hall of Fame 2011 (mit Animal als The Road Warriors)
- Wrestlemania 14 (15-Team Battle Royal Winner)

- National Wrestling Alliance

- 1× NWA World Tag Team Champion (mit Animal)
- 3× NWA World Six-Man Tag Team Champion (2× mit Animal & Dusty Rhodes und 1× Animal & Genichiro Tenryu)
- 4× NWA National Tag Team Champion (mit Animal)
- Gewann 1986 NWA Jim Crockett Sr. Memorial Cup Tag Team Tournament im Jahre 1986 mit Animal.
- Gewann 1989 NWA Iron Team Tournament bei StarrCade '89 mit Animal.

- World Championship Wrestling

- 1× WCW World Tag Team Champion (mit Animal)

- American Wrestling Association

- 1× AWA World Tag Team Champion (mit Animal)

- All Japan Pro Wrestling

- 1× NWA International Tag Team Championship (mit Animal)

- New Japan Pro-Wrestling

- 2× IWGP World Tag Team Champion (mit Kensuke Sasaki) als The Hellraisers

- Andere Titel

- 1× CWA World Heavyweight Champion
- 1× MTW Tag Team Champion (mit Bobo Brazil, Jr.)
- 1× Mid-Atlantic Tag Team Champion (mit Doug Gibson)
- 1× MEWF Tag Team Champion (mit The Comet)
- 3× Superstars of Wrestling Tag Team Champion (mit Animal)
- 1× IPW Tag Team Champion (mit Animal)
- 1× PCW World Tag Team Champion (mit Animal)
- 2× i-Generation Tag Team Champion (mit Animal)